# Næstved BK
Næstved Boldklub – duński klub piłkarski z siedzibą w mieście Næstved.

## Historia
Klub powstał 5 marca 1939 roku jako Næstved IF. Swoje pierwsze sukcesy zaczął osiągać w latach 70., gdy w 1972 roku zajął w pierwszej lidze 3. miejsce. W 1980 roku Næstved wywalczył swoje pierwsze wicemistrzostwo Danii, gdy uplasował się w tabeli za Kjøbenhavns Boldklub. Po raz drugi wicemistrzem kraju został w 1988 roku, gdy był drugi w lidze za Brøndby IF. Z kolei w 1994 roku Næstved wystąpił w finale Pucharu Danii, w którym przegrał po rzutach karnych z Brøndby. W 1996 roku klub został przemianowany na Næstved Boldklub. W tym samym roku nie utrzymał się w Superligaen. W 1999 spadł do trzeciej ligi, po raz pierwszy od 1963 roku. Od tego momentu zespół utrzymuje się na drugim lub trzecim poziomie rozgrywkowym w Danii. W sezonie 2021/2022 wywalczył awans do 1. division. W sezonie 2023/2024 spadł do 2. division.

## Sukcesy
- Superligaen
  - wicemistrzostwo (2): 1980, 1988
  - 3. miejsce (4): 1972, 1975, 1981, 1986
- Puchar Danii
  - finał (1): 1994

## Europejskie puchary
Legenda do wszystkich tabel:
- Q – runda eliminacyjna, 1/16, 1/8, 1/4, 1/2 – odpowiednia faza rozgrywek, Grupa – runda grupowa, 1r gr – pierwsza runda grupowa, 2r gr – druga runda grupowa, F – finał, R – runda, PO – play-off
- k. – rzuty karne, los. – losowanie, Dogr. – dogrywka, w. – zasada bramek strzelonych na wyjeździe

| Sezon   | Rozgrywki        | Runda   | Przeciwnik               | Dom | Wyjazd | Ogólnie    |
| ------- | ---------------- | ------- | ------------------------ | --- | ------ | ---------- |
| 1973/74 | Puchar UEFA      | 1R      | Fortuna Düsseldorf       | 0–1 | 2–2    | 2–3        |
| 1976/77 | Puchar UEFA      | 1R      | RWD Molenbeek            | 0–3 | 0–4    | 0–7        |
| 1981/82 | Puchar UEFA      | 1R      | PSV Eindhoven            | 1–2 | 0–7    | 1–9        |
| 1989/90 | Puchar UEFA      | 1R      | Zenit Petersburg         | 0–0 | 1–3    | 1–3        |
| 1995    | Puchar Intertoto | Grupa 4 | SC Heerenveen            |     | 1–2    | 3. miejsce |
| 1995    | Puchar Intertoto | Grupa 4 | Békéscsaba 1912 Előre SE | 3–0 |        | 3. miejsce |
| 1995    | Puchar Intertoto | Grupa 4 | União Leiria             |     | 1–1    | 3. miejsce |
| 1995    | Puchar Intertoto | Grupa 4 | Ton Pentre               | 2–0 |        | 3. miejsce |

## Reprezentanci kraju grający w klubie
- Keld Bak
- Sven Erik Christensen
- Bent Dideriksen
- Erik Dyreborg
- Bjarne Goldbæk
- Heino Hansen
- Jørgen Hansen
- Mogens Hansen
- Claus Jensen
- Ole Kjær
- Jørgen Kristensen
- Steven Lustü
- Anders Møller Christensen
- Lars Benny Nielsen
- Ivan Nielsen
- Jesper Olsen
- John Povelsen
- Ole Rasmussen
- Henrik Skouboue
- Jan Sørensen
- Mark Strudal
- Tomas Žvirgždauskas